# Vasile Alecsandri
Vasile Alecsandri, AFI [vaˈsile aleksanˈdri] (en algun lloc a l'actual província de Bacău, llavors Principat de Moldàvia 21 de juliol 1819 – Mircești, llavors Regne de Romania, 22 d'agost de 1890) fou un poeta, dramaturg, folklorista, polític, ministre i diplomàtic romanès, membre fundador de l'Acadèmia Romanesa, creador del teatre romanès i la literatura dramàtica a Romania, personalitat destaca a Moldàvia i després a Romania al llarg del segle xix. Fou membre de la francmaçoneria.

## Biografia

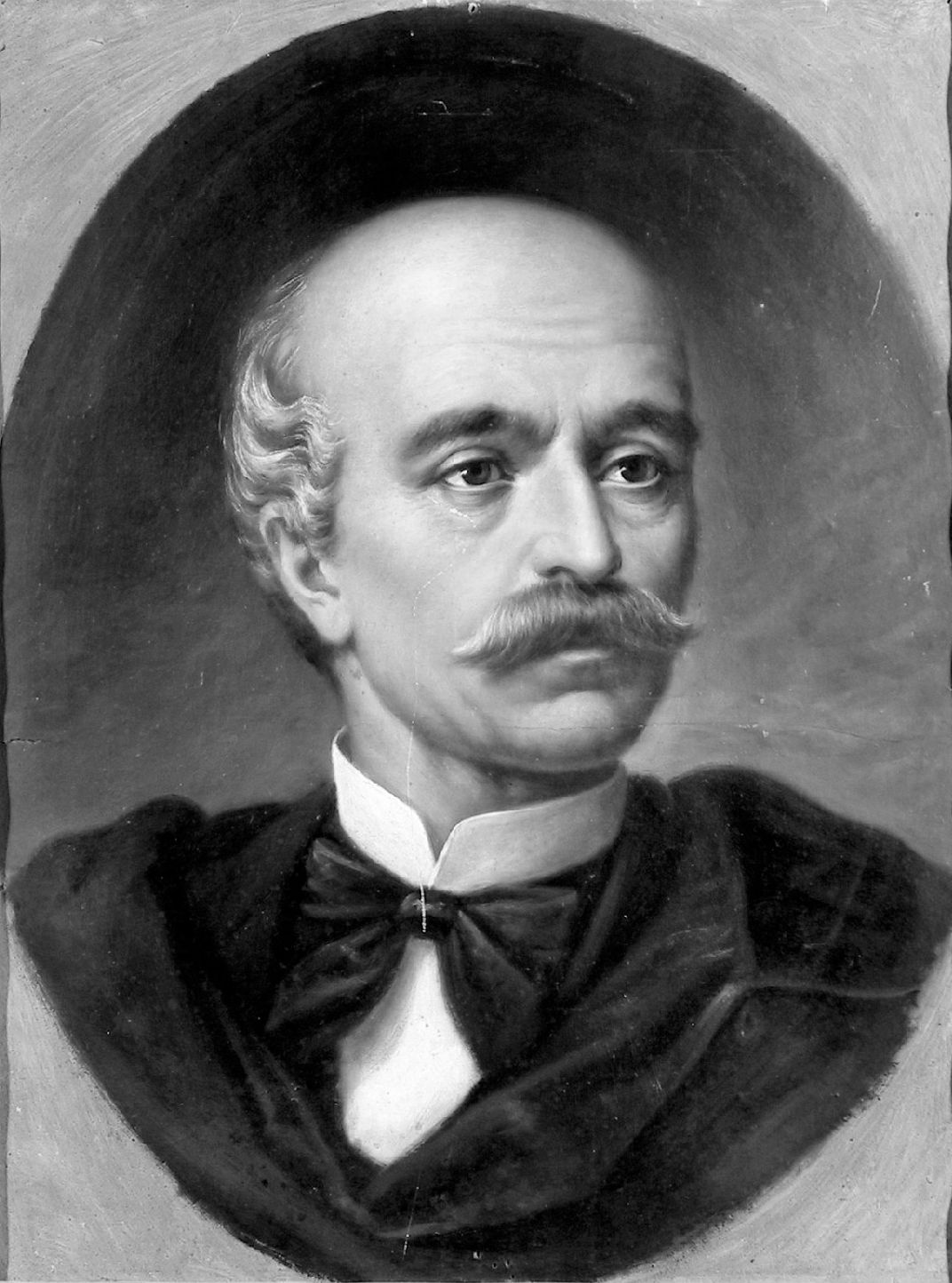
Retrat de Vasile Alecsandri

Vasile Alecsandri era el fill del medelnicer Vasile Alecsandri i Elena, nascuda Cozoni. Segons alguns investigadors, l'any de naixement podria ser el 1821, 1819 o fins i tot el 1818. El lloc del seu naixement és incert perquè el naixement va tenir lloc durant el refugi de la família Alecsandri a les muntanyes en el camí de l'exèrcit d'Aléksandros Ipsilantis. Es creu que va néixer en algun lloc del comtat de Bacău. Tenia un germà, Iancu Alecsandri, i una germana, Catinca Alecsandri, casada amb Constantin Rolla, boiar i polític romanès, fervent partidari de la unió dels principats romanesos (1859) i diverses vegades ministre en els governs moldaus.
Entre el 1828 i el 1834, estudià al col·legi Victor Cuenim, una escola francesa d'elit situada a la localitat de Iași. Es va traslladar a París el 1834, on va començar estudis de química, medicina i dret, que aviat abandonà en favor de la disciplina que més el va implicar, és a dir, la literatura.
Després de completar els seus estudis el 1838, va visitar Itàlia i Espanya i va enfortir els seus contactes amb el món romàntic.
El 1845 va ser un dels iniciadors i fundadors del teatre nacional moldau i tot i aquest compromís, va trobar temps per viatjar a l'Àfrica, a Orient i sobretot a Itàlia, impulsat per una passió per Elena Negri, a la qual va dedicar un bon nombre de poemes i amb qui va passar un parell de setmanes a Venècia.

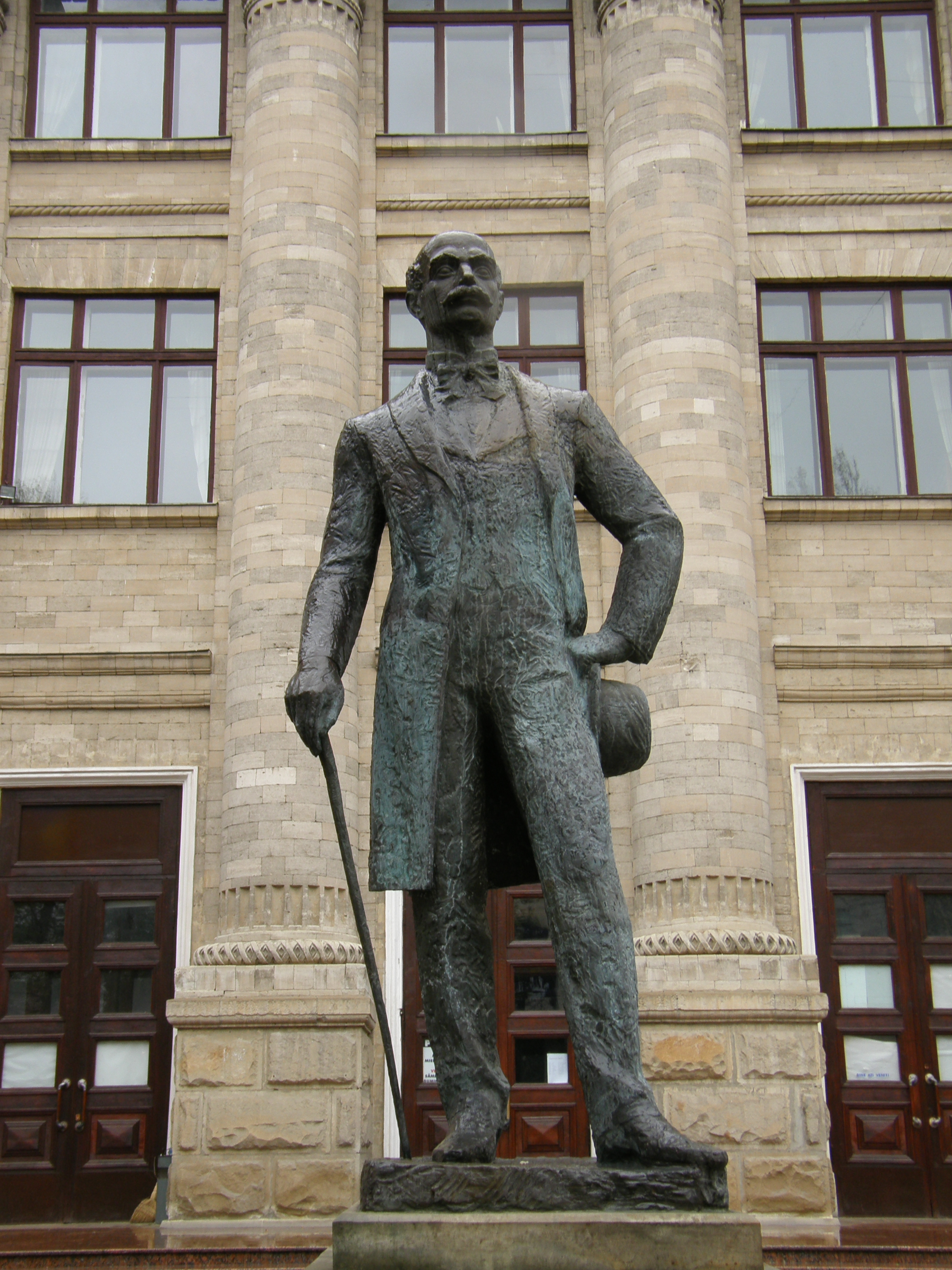
Monument de Vasile Alecsandri a Chișinău, República de Moldàvia (2008)

El 1848 esdevingué un dels líders del moviment revolucionari moldau, i dedicà molts poemes a aquesta causa, com ara que va dedicar molts poemes com ara Către Români (Als romanesos), així com la composició del manifest del moviment. Després del fracàs dels moviments revolucionaris va haver d'exiliar-se. Després de viatjar per Àustria i Alemanya, es va instal·lar a París, on va reprendre ansiosament la seva activitat artística i presentaria la seva nova comèdia titulada Chiriţa în Iaşi. En aquests anys, l'autor va recopilar un gran material sobre el folklore romanès que va augmentar la seva fama i la seva reputació; es poden esmentar les balades Mioriţa, Toma Alimoş, Mânăstirea Argeşului, i Novac şi Corbul, així com el seu volum de poemes originals,, Doine şi Lăcrămioare.
En 1855 participa en la guerra de Crimea i més tard es va comprometre cada vegada més en l'activitat política; va ocupar el càrrec de ministre d'Afers Exteriors i el de fervent diplomàtic, disposat a donar suport a la qüestió dels Balcans.
L'any següent publicà al diari  Steaua Dunării, el poema Hora Unirii, al qual advocà per la reunificació de les províncies romaneses.
Després de la mort de Negri, l'artista s'enamorà de Paulina Lucasievici, amb la qual es casà el 1876.
Entre el 1862 i el 1875, Alecsandri escrigué quaranta poemes lírics, entre els quals Miezul Iernii, Serile la Mirceşti, Iarna, La Gura Sobei, Oaspeţii Primăverii i Malul Siretului i poemes d'amor, entre les quals es poden esmentar Pasteluri (Pastels), poesies líriques i èpiques; prosa, històries, viatges, articles de crítica literària.
Escrigué també un bon nombre d'obres teatrals, principalment comèdies: Iaşii în carnaval (‘El carnaval a Iaşi’, 1845), Chiriţa în Iaşi (‘Chiriţa a Iaşi’, 1850) i drames històrics: Despot-Vodă (‘El príncep dèspota’, 1879), Fîntîna Blanduziei (‘La font de Blandusia’, 1884). L'any 1878 guanyà, a Montpeller, la copa d'argent del Felibritge amb la seva poesia Le chant du latin, traduïda després al provençal per Frederic Mistral i versionada al català per Josep Maria de Garganta i Vila-Manyà.
Va partir cap a París el 1885, com a ministre de Romania a França. El 1889, va rebre la visita dels poetes francesos Sully Prudhomme i Leconte de Lisle.
Vasile Alecsandri va morir el 22 d'agost de 1890, després d'una llarga malaltia, i va ser enterrat amb tots els honors a la seva mansió de Mircești (avui convertida en un museu memorial).

## Obres principals

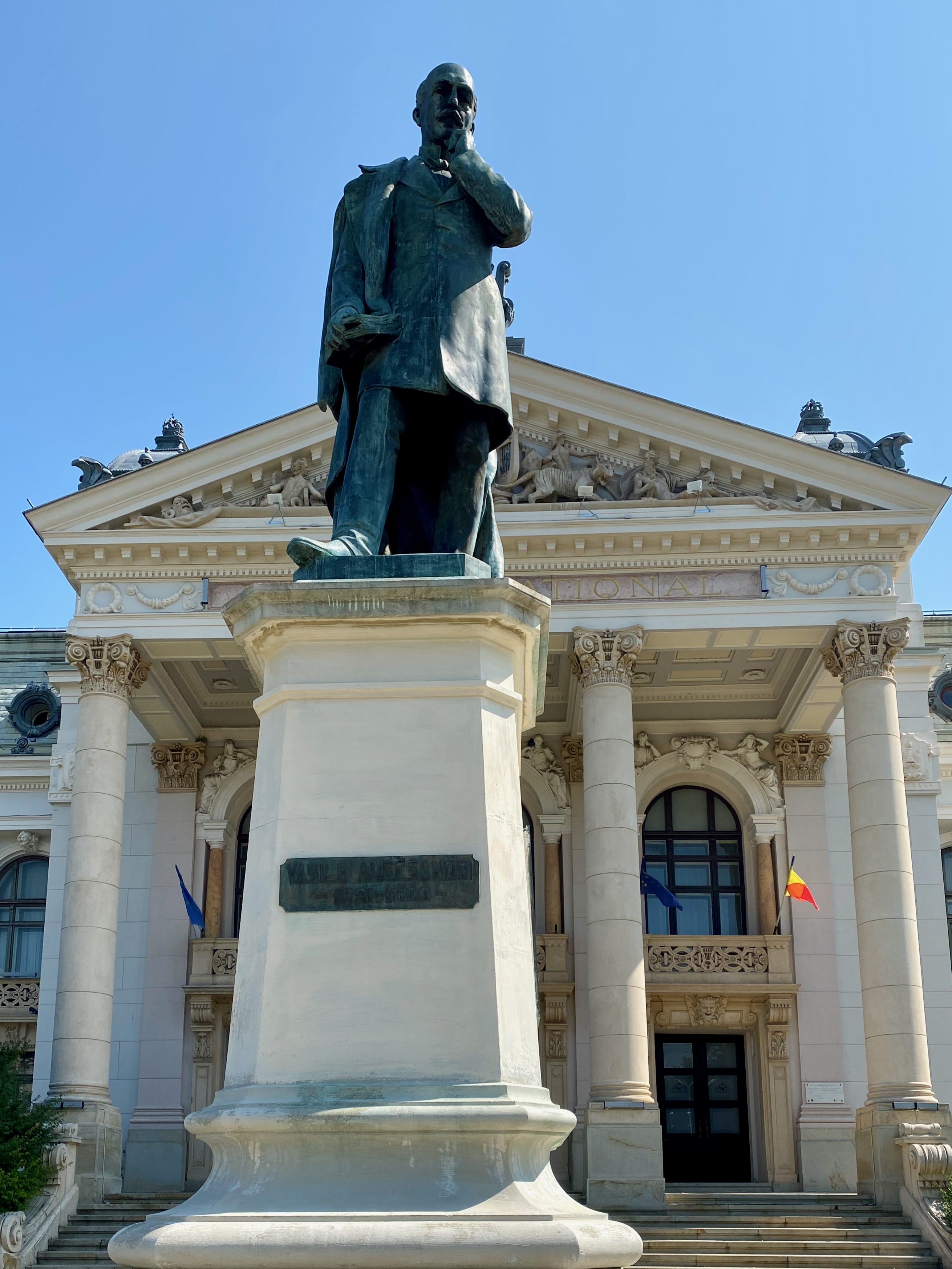
Estàtua Vasile Alecsandri al davant del Teatre Nacional de Iași

### Teatre

#### Comèdia
- Chirița în Iași sau două fete ș-o neneacă (1850);
- Teatru românesc. Repertoriul dramatic al d-lui Vasile Alecsandri (1852);
- Chirița în provincie (1855);
- Chirița în voiagiu (1865);
- Chirița în balon (1875).

#### Drames
- Cetatea Neamțului sau Sobiețchi și plăeșii români (1857);
- Lipitorile satelor (1863);
- Sgârcitul risipitor (1863);
- Despot Vodă, dramă istorică (1880);
- Fântâna Blanduziei (1884);
- Ovidiu (1890).

### Volums de poesies
- Poezii poporale. Balade (Cîntice bătrânești) adunate și îndreptate de Vasile Alecsandri, Volumul I (1852);
- Poezii poporale. Balade (Cîntice bătrânești) adunate și îndreptate de Vasile Alecsandri, Volumul II (1853);
- Doine și lăcrimioare, 1842-1852 (1853);
- Poezii populare ale românilor adunate și întocmite de Vasile Alecsandri (1866).

### Prosa
- Istoria unui galben;
- Suvenire din Italia. Buchetiera de la Florența;
- Iașii în 1844;
- Un salon din Iași;
- Românii și poezia lor;
- O primblare la munți;
- Borsec;
- Balta-albă;
- Călătorie în Africa;
- Un episod din anul 1848;

#### Prosa a revistes
- Satire și alte poetice compuneri de prințul Antioh Cantemir;
- Melodiile românești;
- Prietenii românilor;
- Lamartine;
- Alecu Russo;
- Dridri;
- Din albumul unui bibliofil;
- Vasile Porojan;
- Margărita, (romanzo scritto nel 1870, publicat parcialment el 1880);
- Introducere la scrisorile lui Ion Ghica către Vasile Alecsandri.

### Obres completes
- Opere complecte: Poesii, Proză, Teatru, 1875.